# Buellia lacteoidea
Buellia lacteoidea är en lavart som beskrevs av B. de Lesd. Buellia lacteoidea ingår i släktet Buellia och familjen Physciaceae.   Inga underarter finns listade i Catalogue of Life.